# GETEC Arena
Bördelandhalle je višenamjenska športska dvorana koja se nalazi u Magdeburgu u Njemačkoj. Jedna od najvećih dvorana za priredbe u Saskoj-Anhaltu.
Zemljopisno se nalazi na 52°7' 42 sjeverne zemljopisne širine i 11°39' 59 istočne zemljopisne dužine, istočno od Labe, odnosno gradskog predjela Brückfelda, a u blizini stadiona "Ernst Grube".
Kapacitetom gledališta može primiti 8 tisuća gledatelja, od kojih 6 tisuća ima mjesta za sjedenje i dvije tisuće mjesta za stajanje.
U njoj svoje domaće susrete igra rukometna momčad "Magdeburg".
Dvorana je građena u razdoblju od 1994. i 1997., prema projektima arhitekata Helmuta Blöchera, Raimunda Krawinkela i Moritza Krohta.
Zgrada je duga 109 metara, a najviša visina unutarnjeg promjera je 22 metra.
Građena je kao armiranobetonska konstrukcija s kombiniranim aluminijsko-staklenim pročeljem.
U ovoj dvorani se također održavaju boksačke borbe Svena Ottkea i Regine Halmich, snimaju se dalekovidničke zabavne emisije kao i veliki politički skupovi ("Bundesparteitag"  Bündnis 90/Zelenih).